# Pascal Dupuis
Pascal Dupuis (ur. 7 kwietnia 1979 w Laval) – kanadyjski hokeista.

## Kariera
- Laurentides Vikings (1995–1996)
- Rouyn-Noranda Huskies (1996–1998)
- Shawinigan Cataractes (1998−2000)
- Minnesota Wild (2000–2004, 2005–2007)
  -  Cleveland Lumberjacks (2000–2001)
  -  HC Ajoie (2004)
- New York Rangers (2007)
- Atlanta Thrashers (2007–2008)
- Pittsburgh Penguins (2008–2015)

Na początku kariery występował juniorskiej lidze QMJHL w barwach dwóch klubów. Nie był draftowany. W lidze NHL występuje od 2000. Przez sześć sezonów grał w klubie Minnesota Wild. Od lutego 2008 gracz Pittsburgh Penguins. W czerwcu 2011 przedłużył kontrakt z klubem o dwa lata. W lipcu 2013 przedłużył umowę o cztery lata. W grudniu 2015 ogłosił zakończenie kariery zawodniczej z powodów zdrowotnych – zakrzepów we krwi (w oświadczeniu klubu został wówczas określony jako serce i dusza w okresie ostatnich ponad ośmiu sezonów drużyny).

## Sukcesy
Klubowe
- Mistrzostwo dywizji NHL: 2008, 2013 z Pittsburgh Penguins
- Mistrzostwo konferencji NHL: 2008, 2009 z Pittsburgh Penguins
- Prince of Wales Trophy: 2008, 2009 z Pittsburgh Penguins
- Puchar Stanleya – mistrzostwo NHL: 2009 z Pittsburgh Penguins

Indywidualne
- NHL (2012/2013):
  - NHL Plus/Minus Award – pierwsze miejsce w klasyfikacji +/- w sezonie zasadniczym: +31